# Ромеро, Франсиско
Франсиско Ромеро (исп.Francisco Romero; 1700, Ронда, Испания — 1763) — испанский матадор, считающийся одним из основателей современной корриды и первым знаменитым тореадором в истории. Ему приписывается первое применение мулеты (куска красной материи) в сочетании с мечом для сражения с быком. Первый бой с её использованием он якобы провёл в 1726 году. Кроме того, Ромеро считается первым человеком, который убил быка, сражаясь не на лошади и находясь с ним лицом к лицу. Также считается, что он выступал на арене на протяжении более 30 лет.
Хотя данные факты являются спорными, историчность этого человека сомнению не подвергается: даже если он не был первым, кто применил кусок материи в бою с быком, он бесспорно признаётся первым человеком, который стал именно профессиональным тореадором, зарабатывая этим себе на жизнь. Франсиско Ромеро стал основателем первой в истории испанской корриды династии тореадоров: его внук Педро (1754—1839), убивший, как сообщается, за свою карьеру более 5600 быков, в 1830 году основал первую школу тореадоров в Севилье.